# Marco Ramos Esquivel
Marco Antonio Ramos Esquivel (Chavinda, 26 febbraio 1987) è un cestista messicano.

## Carriera
Con il Messico ha disputato i Campionati mondiali del 2014 e i Campionati americani del 2015.